# 西爪哇省
西爪哇省通稱西爪哇，是印度尼西亞爪哇島上的一個省，位於該島西部，省會為萬隆市。總面積35,377.76平方公里，全省劃分為18個縣和9個市。2021年人口總數為4,878萬，在印尼各省排名第一，人口最多城市為勿加泗市。西爪哇省為巽他文化之心，而有「巽他之地」的別稱。

## 历史
西爪哇是印尼最老的一个省，1950年它正式成为印尼的省，2000年10月17日萬丹被从西爪哇分离出去形成了一个新的省。

## 地理

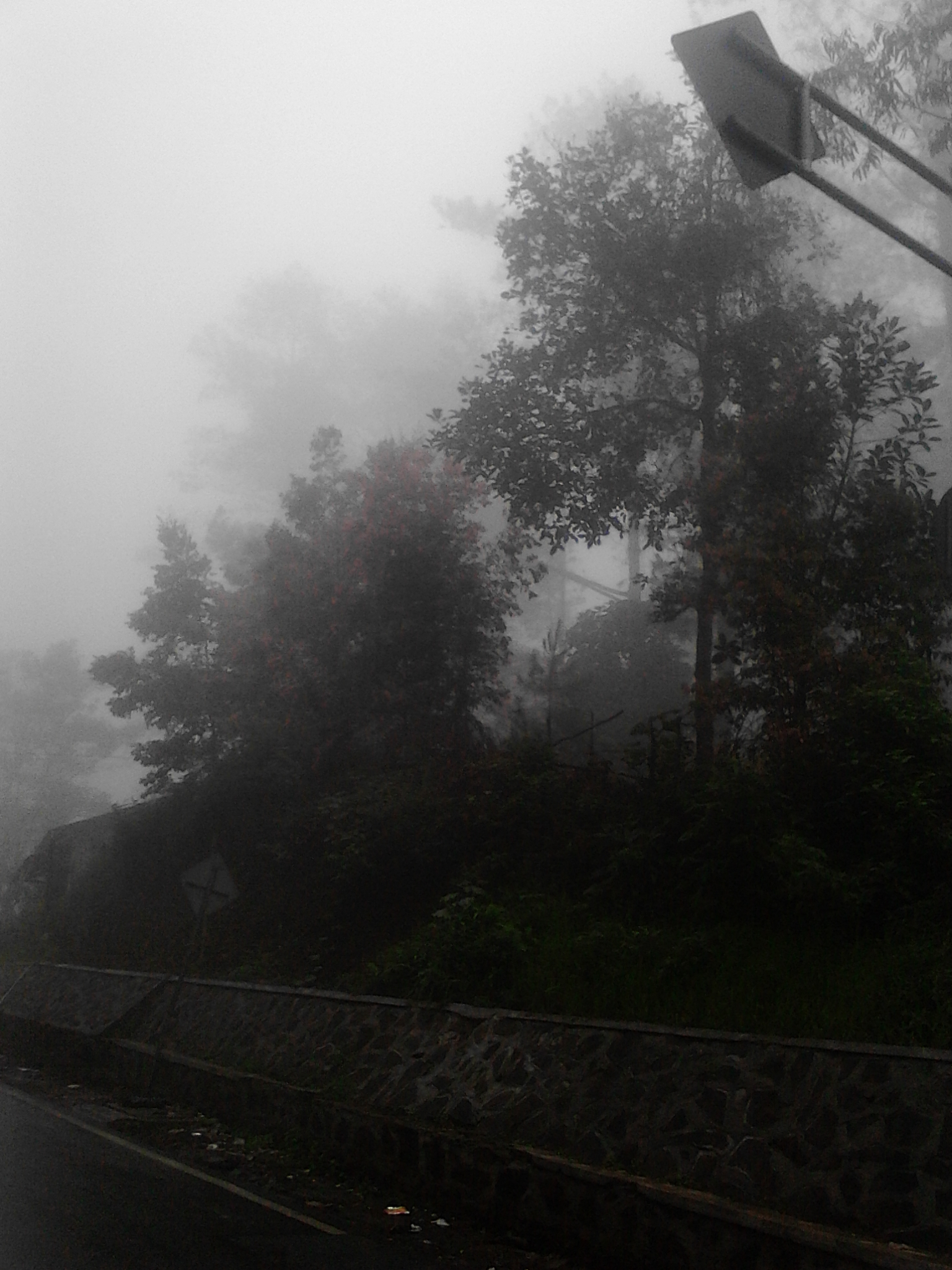
西爪哇西亞特的叢林

西爪哇省位於爪哇島西部，西北鄰印尼首都雅加達市，西連萬丹省，東接中爪哇省，北瀕爪哇海，南臨印度洋。該省與印尼其它省份不同的是其省會萬隆市不靠海，而坐落在內陸的高山地區。芝塔龍河是西爪哇省最長與最大的河流，在當地人民的生活上佔有重要的角色。

## 人口
據2020年印尼人口普查結果，西爪哇省共有人口4,827萬人，為印尼全國人口排第一的省份。除了印尼官方語言印尼語外，另一個通用的語言是巽他語，在南部鄰近中爪哇的地區比較常用爪哇語，而在井里汶附近地區比較常用井里汶語，在一些偏遠地區懂印尼語的人不多。

## 行政區劃
西爪哇省共分為18個縣和9個市，省會為萬隆市。
| 區劃單位 | 名稱       | 政府所在地 | 面積（平方公里） | 人口（2020年） |
| -------- | ---------- | ---------- | ---------------- | -------------- |
| 縣       | 萬隆縣     | 梭里昂鎮   | 1767.96          | 3,623,790      |
| 縣       | 西萬隆縣   | 岩普拉鎮   | 1305.77          | 1,788,336      |
| 縣       | 勿加泗縣   | 中芝加冷鎮 | 1224.88          | 3,113,071      |
| 縣       | 茂物縣     | 芝美濃鎮   | 2710.62          | 5,427,068      |
| 縣       | 芝亞米斯縣 | 芝亞米斯鎮 | 1414.71          | 1,229,069      |
| 縣       | 展玉縣     | 展玉鎮     | 3840.16          | 2,477,560      |
| 縣       | 井里汶縣   | 順柏鎮     | 984.52           | 2,270,621      |
| 縣       | 加律縣     | 南打洛貢鎮 | 3074.07          | 2,585,607      |
| 縣       | 南安由縣   | 南安由鎮   | 2040.11          | 1,834,434      |
| 縣       | 加拉旺縣   | 西加拉旺鎮 | 1652.20          | 2,439,085      |
| 縣       | 古寧岸縣   | 古寧岸鎮   | 1110.56          | 1,167,686      |
| 縣       | 馬賈冷卡縣 | 馬賈冷卡鎮 | 1204.24          | 1,305,476      |
| 縣       | 巴岸達蘭縣 | 巴里吉鎮   | 1010.00          | 423,667        |
| 縣       | 普哇加達縣 | 普哇加達鎮 | 825.74           | 997,869        |
| 縣       | 梳邦縣     | 梳邦鎮     | 1893.95          | 1,595,320      |
| 縣       | 蘇加武眉縣 | 皇后港鎮   | 4145.70          | 2,725,450      |
| 縣       | 蘇美當縣   | 北蘇美當鎮 | 1518.33          | 1,152,507      |
| 縣       | 打橫縣     | 新加巴納鎮 | 2551.19          | 1,865,203      |
| 市       | 萬隆市     | 萬隆井區   | 167.67           | 2,444,160      |
| 市       | 班賈爾市   | 普哇哈加區 | 113.49           | 200,973        |
| 市       | 勿加泗市   | 南勿加泗區 | 206.61           | 2,543,676      |
| 市       | 茂物市     | 中茂物區   | 118.50           | 1,043,070      |
| 市       | 芝馬墟市   | 北芝馬墟區 | 39.27            | 568,700        |
| 市       | 井里汶市   | 吉惹山區   | 37.36            | 333,303        |
| 市       | 德波市     | 金潘佐蘭區 | 200.29           | 2,056,335      |
| 市       | 蘇加武眉市 | 芝科勒區   | 48.25            | 336,325        |
| 市       | 打橫市     | 芝霹德斯區 | 171.61           | 716,155        |
| 總計     | 西爪哇省   | 萬隆市     | 35,377.76        | 48,264,516     |

## 自然资源
根据印尼国家秘书处的数据，2006年西爪哇省稻田的总面积为94,886,23平方千米，生产了941萬吨稻米,由910萬吨水田稻米和31萬吨农场稻米组成。Palawija的产量，达到了200萬吨，每公顷的产量是178.28公担。不过，种植最广泛的当属商品玉米，种植面积达到了14萬8千公顷。西爪哇也生产园艺农产品，包括293萬吨蔬菜、319萬吨水果以及15萬9千吨药用植物。
西爪哇的森林有764,387.59公顷，占全省面积的20.62%。由362,980.40公顷（9.79%）产业林地、22,8727.11公顷（6.17%）受保护林地和172,680公顷（4.63%）保养林地组成。红树林面积达到40,129.89公顷，范围延伸到10个有海岸的摄政统治区。此外，在西爪哇和万丹还有另一块面积为32,313.59的受保护林地由Perum Perhutani 三世所管理。
2006年西爪哇从经济林中收获了将近200,675立方米木材，尽管该省每年的木材需求量约为4百万立方米。直到2006年，居民种植的森林有214,892公顷，木材产量约为893,851.75立方米。西爪哇同时也生产非林业产品，这在发展前景上与林业产品一样具有潜力，例如Sutera alat 蘑菇、松木、gerah dammar、maleleuca、藤条、竹子和燕窝。